# Somebody to Love (chanson de Leighton Meester)
Pour les articles homonymes, voir Somebody to Love.
Singles de Leighton Meester
Good Girls Go Bad Your Love's a Drug
"Somebody to Love" en collaboration avec Robin Thicke est le premier single de la chanteuse Leighton Meester extrait de l'album Love Is a Drug. La chanson a été écrite par Rico Love, une des personnes qui a coécrit et coproduit la chanson Sweet Dreams de Beyoncé. Somebody to Love a été diffusée pour la première fois le 13 octobre 2009. Cette chanson pop a des influences électro et dure 3:33. La chanson a été utilisée dans un épisode de Gossip Girl et figure sur la bande originale du film Valentine’s Day.

## Clip
Le clip a été réalisé par Zoe Cassavetes et a été diffusé pour la première fois le 8 novembre 2009.

## Réception critique
Bill Lamb de About.com a donné 4 étoiles sur 5 à la chanson. Il explique que la chanson d'un genre electo/pop raconte la recherche interminable d'un partenaire dans le monde de la jet-set. La voix séduisante de Meester est en accord avec celle de Robin Thicke. Une touche de français dans les paroles ajoute un peu d'élégance à l'ensemble. Il ajoute que bien que la transition vers le monde de la musique ne soit jamais facile pour une star de la télé ou du cinéma, on dirait que Leighton Meester est sur la bonne voie. Bill Lamb conclut qu'il est facile de chanter sur cette musique et que c'est une bonne chanson pour danser.
Sarah MacRory de Billboard dit que s'inspirer des influences des années '80 n'a rien de nouveau dans le monde actuel de la pop mais la chanson Somebody to Love de Leighton Meester est plus fidèle envers ses sources. Le premier single de la star de Gossip Girl est une ode soigneusement construite qui rappelle l'époque "vintage" de Madonna, surtout dans les couplets où Meester rappe plus qu'elle ne chante. Les paroles sont languissantes d'amour au travers desquelles elle fait l'éloge du mode de vie de la jet-set tout en déplorant son incapacité à se caser. Le point culminant de la chanson est cependant Robin Thicke qui délivre une interprétation accrocheuse du refrain.